# Burkholderia cepacia
Espèce
Burkholderia cepacia appartient à un groupe de bactéries Gram-négatif composé d'au moins huit autres espèces différentes B. multivorans, B. cenocepacia, B. vietnamiensis, B. stabilis, B. ambifaria, B. dolosa, B. anthina, et B. pyrrocinia.
Burkholderia cepacia (anciennement Pseudomonas cepacia) est un agent pathogène pour l'humain provoquant le plus souvent des pneumonies chez les patients immunodéprimés ou ayant une maladie pulmonaire sous-jacente (telle que la mucoviscidose).

## Pathogénie
Burkholderia cepacia est généralement retrouvée dans l'eau et les sols et peut survivre pendant des périodes prolongées dans des environnements humides. Une contamination inter-humaine a été décrite, obligeant les structures hospitalières et de soins à prendre des mesures d'isolement des patients mucoviscidosiques porteur de la bactérie.
Le diagnostic d'infection à Burkholderia s'effectue par sa mise en évidence en culture d'expectoration. Les Burkholderia sont des bactéries naturellement résistantes à de nombreux antibiotiques dont les aminoglycosides et la polymyxine B. La bactérie serait capable de survivre dans la Bétadine (un antiseptique iodé).
Le traitement nécessite généralement l'utilisation de plusieurs antibiotiques tels que la ceftazidime, la doxycycline, la pipéracilline, le chloramphénicol, et le cotrimoxazole ou d'antimicrobiens ayant fait leur preuve (Lactoferrine, hypothiocyanite, ).

## Histoire
Burkholderia cepacia a été découverte par Walter Burkholder en 1949, et décrite pour la première fois comme un pathogène humain dans les années 1950. Dans les années 1980, elle a été reconnue pour la première fois chez les individus atteints de mucoviscidose. B. cepacia possède un génome contenant deux fois plus de matériel génétique qu'Escherichia coli.
En 2019, cette bactérie a contaminé certains lots de désinfectants hospitaliers, entraînant un rappel de ces produits à l'échelle mondiale et un arrêt temporaire de leur production.